# Rock bōkenki
Rock bōkenki (jap. ロック冒険記 Rokku bōkenki) – manga autorstwa Osamu Tezuki, publikowana na łamach magazynu „Shōnen Club” wydawnictwa Kōdansha od lipca 1952 do kwietnia 1954.

## Fabuła
W roku 19XX odkryto nowe ciało niebieskie znajdujące się na tej samej orbicie co Ziemia. Nazwano je Planetą Deimon na cześć jej odkrywcy, doktora Deimona. Wkrótce orbita planety zaczęła zwalniać, aż zbliżyła się do Ziemi i po gwałtownej burzy stała się drugim naturalnym satelitą naszej planety.
Syn doktora Deimona, Rock, zorganizował ekspedycję w celu zbadania nowej planety. Odkrył, że zamieszkują ją dwie rasy istot rozumnych. Epumu – lud ptaków, posiadający zdolność latania, oraz Ruboroom – rasa glinianych ludzi o zdolnościach metamorficznych, którzy są niewolnikami Epumu.
Po swojej pierwszej podróży na Deimon, Rock adoptował pisklę Epumu o imieniu Chiko i wychował je, poznając przy tym kulturę Deimonu i różnice między cywilizacją ludzką a tą należącą do Epumu. Jednak gdy konflikt między Ziemią a Deimonem zaczyna się zaostrzać, Rock zostaje ambasadorem obu światów i próbuje znaleźć sposób na zapewnienie wszystkim pokoju.